# Czołg Leonarda da Vinci
Czołg Leonarda da Vinci (nazywany również wozem zbrojnym Leonarda da Vinci, samochodem pancernym Leonarda da Vinci) – opancerzony pojazd z zestawem dział zaprojektowany przez Leonarda da Vinci około 1484, 1485 roku lub ok. 1487–1488 roku. Projekt maszyny nigdy nie został zrealizowany.
Idea wozu zbrojnego z osłoną powstała już w starożytności i była rozwijana w średniowieczu. Leonardo przyjął podstawowe założenia i swobodnie je doprecyzował. Leonardo zaproponował, by pojazd był napędzany za pomocą siły ludzi lub zwierząt (koni lub wołów). Zestaw dział miał mieścić się na obwodzie maszyny. Dzięki ich dużej liczbie byłby możliwy ostrzał w zasięgu 360 stopni. Maszyna byłaby obsługiwana przez ośmiu mężczyzn. Poruszałaby się za pomocą systemu dźwigni i kół zębatych Do obsługi napędu byłoby przydzielonych czterech mężczyzn. Na górnym pokładzie operatorzy maszyny mogliby obserwować pole walki. Ze względu na dużą wysokość maszyny, obsługa mogłaby wejść na górny pokład wyłącznie za pomocą drabiny. Mogłaby się poruszać na równym podłożu. Wóz poruszałby się dość wolno, jednak według założeń wywoływałby zaskoczenie u przeciwnika na polu bitwy. Pochylone panele z drewna lub metalu tworzyłyby pancerz.
Największymi trudnościami przy obsłudze wozu byłyby: wprawienie maszyny w ruch, trudności z przemieszczaniem się maszyny na nierównym terenie, łatwe zdobycie wolno poruszającej się maszyny oraz ryzyko utraty przerażonych zwierząt podczas bitwy. Koła, pomimo zamontowania na nich kołków, były tak cienkie, że mogłyby zapaść się w błoto, uniemożliwiając poruszanie się pojazdu. Dodatkowo według projektu Leonarda układ korb, tylnych kół, wałów oraz przekładni przednich sprawiałby, że pojazd poruszałby się w przeciwnych kierunkach. Nie wiadomo, czy błąd ten Leonardo wprowadził świadomie (np. w celu zabezpieczenia projektu przed złodziejami) czy było to przeoczenie.
Projekt maszyny został przedstawiony władcy Mediolanu Ludwikowi Sforze, u którego służył Leonardo. Leonardo da Vinci, starający się o przychylność władcy Mediolanu, specjalnie zaprojektował czołg, by wzbudzić zainteresowanie władcy.
Karta, na której znalazł się wóz, składa się z trzech rysunków. U góry znajduje się uzbrojony rydwan z obrotowymi kosami, na dole po lewej wnętrze wozu zbrojnego, po prawej wóz zewnętrzny na polu bitwy. Rysunkom towarzyszą opisy. Karta znajduje się obecnie w Muzeum Brytyjskim.
Wóz ten jest nazywany prototypem czołgu, jednak faktycznie stanowi on mobilny zestaw artyleryjski bądź rodzaj uzbrojonego transportera opancerzonego.
W muzeum w zamku Manoir de Cloux w Amboise we Francji znajduje się zbudowany model pojazdu.